# Жуау Гимарайс Роза
Жуау Гимарайс Роза (на португалски: João Guimarães Rosa) е бразилски писател.

## Биография
Роден е на 27 юни 1908 година в Кордисбургу, щата Минас Жерайс. През 1930 година завършва медицина във Университета на Минас Жерайс в Белу Оризонти.
Работи известно време като лекар, след което е дипломат, включително посланик в Германия.
През 1930-те години се включва в модернистичното движение в бразилската литература, като пише романи, тематично свързани със степните области във вътрешността на Минас Жерайс. По-късно Жуау Гимарайс Роза е определян като най-значимия бразилски белетрист на XX век.
Жуау Гимарайс Роза умира на 19 ноември 1967 година в Рио де Жанейро.

## Избрана библиография
- Caçador de camurças, Chronos Kai Anagke, O mistério de Highmore Hall e Makiné (1929)
- Magma (1936)
- Sagarana (Sagarana, 1946)
- Com o Vaqueiro Mariano (С краваря Мариано, 1947)
- Corpo de Baile (1956)
- Grande Sertão: Veredas (1956)
- Primeiras Estórias (Първи разкази, 1962)
- Tutaméia – Terceiras Estórias (1967)
- Em Memória de João Guimarães Rosa (1968, посмъртно издание)
- Estas Estórias (1969, посмъртно издание)
- Ave, Palavra (1970, посмъртно издание)